# باري براون (ممثل)
باري براون (بالإنجليزية: Barry Brown)‏ هو ممثل أمريكي، ولد في 19 أبريل 1951 بسان خوسيه في الولايات المتحدة، وتوفي في 25 يونيو 1978 في الولايات المتحدة.

## وصلات خارجية
- باري براون على موقع IMDb (الإنجليزية)
- باري براون على موقع أول موفي (الإنجليزية)
- باري براون على موقع قاعدة بيانات الفيلم (الإنجليزية)